# ماکروگول
ماکروگول(به انگلیسی: Macrogol)، همچنین به عنوان پلی‌اتیلن گلیکول (PEG) نیز شناخته می شود، به عنوان یک دارو برای درمان یبوست در کودکان و بزرگسالان استفاده می شود. این ماده همچنین برای تخلیه لوله گوارش قبل از کولونوسکوپی استفاده می شود. این دارو به صورت خوراکی تجویز می شود. اثرات آن معمولاً ظرف سه روز اتفاق می افتد. مصرف آن معمولاً فقط تا دو هفته توصیه می شود.
عوارض جانبی ممکن است شامل افزایش گاز روده، درد شکم و حالت تهوع باشد. عوارض جانبی نادر اما جدی ممکن است شامل ضربان قلب غیرطبیعی، تشنج و مشکلات کلیوی باشد. به نظر می رسد استفاده در دوران بارداری بی خطر است. این ماده به عنوان یک ملین اسمزی طبقه بندی می شود که با افزایش مقدار آب در مدفوع، عمل می کند.
ماکروگول در سال ۱۹۸۰ به عنوان ماده آماده‌کننده روده پیش از کولونوسکوپی مورد استفاده قرار گرفت و در سال ۱۹۹۹ برای استفاده پزشکی در ایالات متحده تأیید شد. این دارو به صورت یک داروی ژنریک و بدون نسخه در دسترس است. در سال ۲۰۱۸، این داروی ۱۶۳امین داروی پرتجویز در ایالات متحده بود که بیش از ۳ میلیون نسخه تجویزشده داشت این دارو به طور معمول همراه با الکترولیت‌ها فرموله می شود.